# 范泰
范 泰（はん たい、永和11年（355年）- 元嘉5年8月27日（428年9月21日））は、東晋から南朝宋にかけての学者・官僚。字は伯倫。本貫は南陽郡順陽県。

## 経歴
東晋の豫章郡太守の范寧の子として生まれた。太学博士を初任とした。謝安の下で衛軍府参軍となり、会稽王司馬道子の下で驃騎府参軍をつとめた。従弟にあたる荊州刺史の王忱に請われて天門郡太守となった。王忱が病没すると、范泰は再び司馬道子に召されて驃騎諮議参軍となり、中書侍郎に転じた。司馬道子の子の司馬元顕が権力を握ると、内外の百官たちが唯々諾々と元顕に従うなか、范泰は理非を率直に建言したが、元顕に容れられなかった。父の范寧が死去したため、辞職して喪に服し、陽遂郷侯の爵位を嗣いだ。元興元年（402年）、桓玄が政権を握ると、范泰は王准之・司馬珣之らとともに喪中に無礼があったとして、御史中丞の祖台之に糾弾され、丹徒に流された。
元興3年（404年）、劉裕らが桓玄打倒の兵を挙げると、范泰は国子博士となった。義熙元年（405年）、司馬休之が冠軍将軍・荊州刺史となると、范泰はその下で長史・南郡太守となった。長沙国相や散騎常侍の内命があったが、いずれも受けなかった。入朝して黄門郎・御史中丞となった。殷祠の事を議論して誤りがあったとして罪に問われ、官位を剥奪されたまま職をつとめることとなった。後に東陽郡太守として出向した。
義熙6年（410年）、盧循が建康に迫ると、范泰は1000人の兵を率いて鎮圧に参加し、振武将軍の号を受けた。義熙7年（411年）、侍中となった。まもなく度支尚書に転じた。後に太常となり、大司馬左長史に転じた。右衛将軍の号を受け、散騎常侍の位を加えられた。また尚書となった。義熙12年（416年）、司空を兼ね、袁湛とともに劉裕に宋公の爵位と九錫を授けた。劉裕が北伐すると、従軍して洛陽に入った。
義熙14年（418年）、劉裕が彭城に帰還すると、范泰はともに彭城に入った。范泰は酒を好んで小事にこだわらず、公務にあってもざっくばらんであったため、劉裕にたいへん気に入られた。しかし統治に向いていなかったため、政治の実務の官は得られなかった。護軍将軍の号を受けたが、職務上の失敗のため免官された。
永初元年（420年）、南朝宋の武帝劉裕が帝位につくと、范泰は金紫光禄大夫の位を受け、散騎常侍の位を加えられた。永初2年（421年）、国学を建てる議論が起こると、范泰は国子祭酒を兼ねた。景平元年（423年）、特進の位を加えられた。景平2年（424年）、退官して国子祭酒の任を解かれた。少帝に過失が多かったため、范泰は強く諫めたが、聞き入れられなかった。徐羨之・傅亮らが少帝を殺害すると、范泰は徐羨之らの晩節を予見する言葉を漏らした。
元嘉2年（425年）、文帝の即位後、はじめての正月を祝った。このとき旱害が発生していたため、范泰は租税を下げ、陰陽を調和させるよう文帝を諫めた。しかし当の范泰は朝廷の仕事を放り出して、小舟で東陽に遊びへ出かけたため、御史の弾劾を受けた。文帝は范泰の罪を問わなかった。元嘉3年（426年）、文帝が徐羨之・傅亮らを処刑すると、范泰は侍中・左光禄大夫・国子祭酒に任じられ、江夏王師を兼ねた。范泰は足が不自由だったため、特に輿に乗って参朝することが許された。
范泰は広く古典を読み、文章を好み、後進への教育にも尽力した。『古今善言』24篇および『文集』を編纂して刊行した。晩年は仏教を尊崇して、自宅の西に祇洹精舎を建てた。
元嘉5年8月壬戌（428年9月21日）、死去した。享年は74。車騎将軍の位を追贈された。諡は宣侯といった。

## 子女
- 范昂（長男、早逝）
- 范暠（宜都郡太守）
- 范晏（侍中・光禄大夫）
- 范曄（太子詹事）
- 范広淵（? - 445年、末子、武陵王劉駿の下で撫軍諮議参軍・記室、兄の范曄の事件に連座して処刑された）

## 伝記資料
- 『宋書』巻60 列伝第20
- 『南史』巻33 列伝第23